# Neosecotium
Neosecotium is een geslacht van schimmels uit de familie van de Agaricaceae. De typesoort is Neosecotium macrosporum.

## Soorten
Volgens Index Fungorum telt het geslacht twee soorten:
| Soortnaam               | Auteur(s)                 | Publicatiejaar |
| ----------------------- | ------------------------- | -------------- |
| Neosecotium africanum   | (Lloyd) Singer & A.H. Sm. | 1960           |
| Neosecotium macrosporum | (Lloyd) Singer & A.H. Sm. | 1960           |